# Morti il 28 dicembre
| Questa pagina contiene informazioni ricavate automaticamente dalle voci biografiche con l'ausilio del template Bio e di un bot. L'aggiornamento è periodico e automatico e ricostruisce completamente la pagina. Se manca una persona in questa lista, sei pregato di non aggiungerla, ma accertati piuttosto che la sua voce biografica contenga il template Bio e che i dati anagrafici siano correttamente compilati. Se il template Bio manca, inseriscilo tu stesso o, in alternativa, metti l'avviso {{tmp\|Bio}} che ne segnala la mancanza. Se i dati riportati sono sbagliati, correggi direttamente la voce biografica; le modifiche saranno visibili in questa lista entro pochi giorni. Per chiarimenti vedi il progetto biografie. La lista contiene solo le 567 persone che sono citate nell'enciclopedia e per le quali è stato implementato correttamente il template Bio. Pagina aggiornata al 5 ago 2025. |

## IX secolo(1)
- 863 - Abu Ibrahim Ahmad, emiro

## XI secolo(1)
- 1012 - Reginfredo, vescovo longobardo

## XII secolo(3)
- 1118 - Ugo I di Rethel, nobile francese
- 1125 - Ponzio di Melgueil, abate e cardinale francese (n. 1075)
- 1196 - Riccardo d'Acerra, politico italiano

## XIII secolo(2)
- 1218 - Roberto II di Dreux, generale francese (n. 1154)
- 1289 - Giacomo Papocchi, religioso italiano (n. 1213)

## XIV secolo(5)
- 1320 - Mattia Nazareni, monaca cristiana italiana (n. 1253)
- 1342 - Bartolomeo Gradenigo, doge (n. 1263)
- 1367 - Ashikaga Yoshiakira, militare giapponese (n. 1330)
- 1374 - Feltrino Gonzaga, condottiero italiano
- 1394 - Maria Angelina Ducena Paleologa, nobile serba (n. 1349)

## XV secolo(5)
- 1411 - Bartolomeo da Saliceto, giurista italiano
- 1442 - Caterina di Brunswick-Lüneburg, nobile (n. 1395)
- 1446 - Clemente VIII, vescovo cattolico spagnolo
- 1468 - Jean di Michaëlis, vescovo cattolico svizzero
- 1491 - Bertoldo di Giovanni, scultore e medaglista italiano

## XVI secolo(14)
- 1503 - Piero il Fatuo, politico e militare italiano (n. 1472)
- 1508 - Diego Rodríguez de Lucero, religioso spagnolo (n. 1440)
- 1524 - Johann von Staupitz, abate e teologo tedesco (n. 1465)
- 1527 - Federico Gonzaga, condottiero italiano
- 1538 - Andrea Gritti, mercante, militare e politico italiano (n. 1455)
- 1547 - Konrad Peutinger, umanista, antiquario e diplomatico tedesco (n. 1465)
- 1561 - Jacopo Marmitta, poeta e religioso italiano (n. 1504)
- 1565 - Antonio Begarelli, scultore italiano (n. 1499)
- 1566 - Margherita Paleologa, marchese (n. 1510)
- 1568 - Cristoforo di Württemberg, duca tedesco (n. 1515)
- 1572 - Ludovico Birago, condottiero italiano (n. 1509)
- 1573 - Antonio Altoviti, arcivescovo cattolico italiano (n. 1521)
- 1592 - Gaspare Ricciulli del Fosso, arcivescovo cattolico italiano (n. 1496)
- 1598 - Gillis Mostaert, pittore fiammingo (n. 1528)

## XVII secolo(17)
- 1622 - Francesco di Sales, vescovo cattolico francese (n. 1567)
- 1624 - Carlo d'Asburgo, vescovo cattolico austriaco (n. 1590)
- 1633 - Maria Maddalena de' Medici, nobildonna italiana (n. 1600)
- 1635 - Pietro Bini, presbitero e educatore italiano (n. 1593)
- 1645 - Gaspar de Borja y Velasco, cardinale, arcivescovo cattolico e politico spagnolo (n. 1589)
- 1645 - Giovanni Battista Manso, nobile, scrittore e poeta italiano (n. 1569)
- 1646 - François Maynard, poeta e scrittore francese (n. 1582)
- 1656 - Laurent de La Hyre, pittore francese (n. 1606)
- 1657 - Borso d'Este, militare italiano (n. 1605)
- 1663 - Francesco Maria Grimaldi, gesuita, fisico e astronomo italiano (n. 1618)
- 1671 - Johann Friedrich Gronov, filologo classico tedesco (n. 1611)
- 1679 - Peder Winstrup, religioso danese (n. 1605)
- 1694 - Henry Arundell, III barone Arundell di Wardour, nobile e politico inglese (n. 1607)
- 1694 - Maria II d'Inghilterra, regina britannica (n. 1662)
- 1695 - Fabrizio Fontana, organista e compositore italiano (n. 1620)
- 1696 - Miguel de Molinos, presbitero, mistico e scrittore spagnolo (n. 1628)
- 1699 - Pierre Robert, musicista e compositore francese

## XVIII secolo(27)
- 1704 - Pietro Bartolomeo Cittadella, pittore italiano (n. 1636)
- 1706 - Pierre Bayle, filosofo, scrittore e storico francese (n. 1647)
- 1708 - Joseph Pitton de Tournefort, botanico francese (n. 1656)
- 1718 - Jan Brokoff, scultore boemo (n. 1652)
- 1728 - Anna Sofia di Sassonia-Gotha-Altenburg, principessa sassone (n. 1670)
- 1729 - Emanuele Tommaso di Savoia-Soissons, nobile (n. 1687)
- 1732 - Costantino II di Cachezia, re
- 1732 - Johann Christian Kirchner, scultore tedesco (n. 1691)
- 1734 - Rob Roy MacGregor, brigante scozzese (n. 1671)
- 1736 - Antonio Caldara, compositore italiano (n. 1670)
- 1747 - Gundakar Ludwig von Althann, nobile, generale e diplomatico austriaco (n. 1665)
- 1749 - Francesco Girolamo Bona, arcivescovo cattolico e diplomatico dalmata (n. 1687)
- 1757 - Carolina Elisabetta di Hannover, principessa britannica (n. 1713)
- 1767 - Benedetto Latilla, abate, arcivescovo cattolico e teologo italiano (n. 1710)
- 1767 - Emmeric de Vattel, giurista, diplomatico e filosofo svizzero (n. 1714)
- 1769 - Vijaya Raghunatha Raya Tondaiman I, indiano (n. 1713)
- 1772 - Ernst Johann Biron, duca (n. 1690)
- 1779 - Gennaro Manna, compositore italiano (n. 1715)
- 1782 - Maria Carolina di Savoia, principessa (n. 1764)
- 1786 - Giovanni Della Bona, medico italiano (n. 1712)
- 1789 - Auguste-Denis Fougeroux de Bondaroy, botanico francese (n. 1732)
- 1791 - Amedeo Svajer, mercante tedesco (n. 1727)
- 1795 - Davide Antonio Fossati, pittore e incisore svizzero (n. 1708)
- 1796 - Luigi di Prussia, generale prussiano (n. 1773)
- 1797 - Mathurin-Léonard Duphot, generale francese (n. 1769)
- 1798 - Giandomenico Coleti, gesuita, scrittore e storico italiano (n. 1727)
- 1800 - Giorgio XII di Georgia, re georgiano (n. 1746)

## XIX secolo(70)
- 1801 - Giovanni Rinuccini, cardinale italiano (n. 1743)
- 1804 - Louis-André de Grimaldi, vescovo cattolico e nobile francese (n. 1736)
- 1808 - Anne Luttrell, nobildonna irlandese (n. 1743)
- 1812 - Paul Bassenge, gioielliere tedesco (n. 1742)
- 1822 - Albert Christoph Dies, pittore, compositore e biografo tedesco (n. 1755)
- 1825 - Jean-Denis Barbié du Bocage, geografo e cartografo francese (n. 1760)
- 1825 - James Wilkinson, politico e generale statunitense (n. 1757)
- 1826 - Gaetano Abela, patriota italiano (n. 1778)
- 1829 - Wenzel Peter, pittore austriaco (n. 1745)
- 1832 - Henry Conyngham, I marchese di Conyngham, nobile e politico britannico (n. 1766)
- 1835 - William Turton, naturalista britannico (n. 1762)
- 1837 - Boris Ivanovič Orlovskij, scultore russo (n. 1791)
- 1837 - Gaspare del Bufalo, presbitero, predicatore e missionario italiano (n. 1786)
- 1838 - Jérôme-Martin Langlois, pittore francese (n. 1779)
- 1841 - Gabriel Deshayes, presbitero francese (n. 1767)
- 1842 - Pasquale Sogner, compositore italiano (n. 1793)
- 1843 - Rudolph Joseph von Colloredo-Mansfeld, politico e nobile austriaco (n. 1772)
- 1844 - Atanasio V di Gerusalemme, arcivescovo ortodosso greco (n. 1754)
- 1844 - Johann Christian Mikan, entomologo, botanico e zoologo austriaco (n. 1769)
- 1844 - Olegario de los Cuetos, militare e politico spagnolo (n. 1795)
- 1847 - Sayaji Rao Gaekwad II, principe indiano (n. 1800)
- 1848 - Sebastian Jenull, giurista austriaco (n. 1777)
- 1849 - Pietro Bianchi, architetto, ingegnere e archeologo svizzero (n. 1787)
- 1849 - Antoine Chrysostome Quatremère de Quincy, teorico dell'architettura, politico e filosofo francese (n. 1755)
- 1850 - Heinrich Christian Schumacher, astronomo tedesco (n. 1780)
- 1852 - Stanislaus Anton Puchner, politico austro-ungarico (n. 1779)
- 1853 - Sarah Goodridge, pittrice statunitense (n. 1788)
- 1856 - Pierre Auguste Joseph Drapiez, naturalista belga (n. 1778)
- 1857 - Antonio Amary, geologo italiano (n. 1816)
- 1858 - Cesare Airoldi, politico e naturalista italiano (n. 1774)
- 1858 - Alexandre Louis Simon Lejeune, botanico belga (n. 1779)
- 1858 - Maria Anna d'Asburgo-Lorena, nobile (n. 1804)
- 1859 - Thomas Babington Macaulay, storico e politico britannico (n. 1800)
- 1859 - Sophia Rawdon-Hastings, nobildonna scozzese (n. 1809)
- 1861 - Antonio Stefano Martini, generale, ammiraglio e diplomatico austriaco (n. 1792)
- 1862 - Pakubuwono VIII, sovrano indonesiano (n. 1789)
- 1862 - Ignaz Tomaselli, baritono austriaco (n. 1812)
- 1864 - Marie-Nicolas Bouillet, lessicografo e filosofo francese (n. 1798)
- 1867 - Carlo Marochetti, scultore italiano (n. 1806)
- 1868 - Giuseppe Cotta, banchiere e politico italiano (n. 1785)
- 1868 - Joseph Martini von Nosedo, generale austriaco (n. 1806)
- 1870 - Abbondio Chialiva, patriota, politico e notaio italiano (n. 1800)
- 1870 - Wilson Lumpkin, politico statunitense (n. 1783)
- 1870 - Aleksej Fëdorovič L'vov, violinista e compositore russo (n. 1798)
- 1870 - Petrus van Schendel, pittore olandese (n. 1806)
- 1871 - Giritli Mustafa Naili Pascià, politico turco (n. 1798)
- 1871 - James Henry Hackett, attore teatrale statunitense (n. 1800)
- 1872 - James Van Ness, politico statunitense (n. 1808)
- 1874 - Luigi Marchesi, scultore italiano (n. 1799)
- 1879 - Matteo Antonio Picasso, pittore italiano (n. 1794)
- 1879 - George Storrs, scrittore e insegnante statunitense (n. 1796)
- 1883 - Antonio Saverio De Luca, cardinale e arcivescovo cattolico italiano (n. 1805)
- 1884 - Jean-Antoine-Marie Idrac, scultore francese (n. 1849)
- 1884 - Edmond Mégy, attivista francese (n. 1841)
- 1885 - Pietro Siciliani, pedagogista, filosofo e medico italiano (n. 1832)
- 1885 - Giovanni Battista Zappi, generale italiano (n. 1816)
- 1886 - Peder Sather, banchiere e filantropo statunitense (n. 1810)
- 1888 - Arnaldo Fusinato, poeta e patriota italiano (n. 1817)
- 1888 - Giandomenico Romano, patriota e politico italiano (n. 1828)
- 1889 - Gaetano Costantini, politico italiano (n. 1813)
- 1889 - Teresa Cristina di Borbone-Due Sicilie, italiana (n. 1822)
- 1890 - Dennis Miller Bunker, pittore statunitense (n. 1861)
- 1893 - Adolf Jellinek, rabbino austriaco (n. 1821)
- 1893 - Richard Spruce, botanico e esploratore britannico (n. 1817)
- 1894 - Chamaraja Wodeyar, principe indiano (n. 1863)
- 1894 - Caterina Volpicelli, religiosa italiana (n. 1839)
- 1895 - Giulio Andrea Pirona, botanico, geologo e zoologo italiano (n. 1822)
- 1898 - Justin Smith Morrill, politico statunitense (n. 1810)
- 1899 - Karl Friedrich Rammelsberg, chimico e mineralogista tedesco (n. 1813)
- 1900 - Alexandre de Serpa Pinto, militare e esploratore portoghese (n. 1846)

## XX secolo(280)
- 1901 - Oronzo Mario Scarano, compositore e direttore d'orchestra italiano (n. 1847)
- 1903 - Nikolaj Fëdorovič Fëdorov, filosofo russo (n. 1829)
- 1903 - George Gissing, scrittore inglese (n. 1857)
- 1903 - Joseph Latour von Thurmburg, generale austriaco (n. 1820)
- 1905 - Paolo Fortunato Maria De Gruttis, presbitero italiano (n. 1826)
- 1905 - Émile Jean-Fontaine, velista francese (n. 1839)
- 1905 - Si Mohand ou-Mhand, poeta berbero
- 1907 - Coleman Sellers II, ingegnere, insegnante e inventore statunitense (n. 1827)
- 1908 - Giuseppe Arigò, politico e avvocato italiano (n. 1858)
- 1908 - Agatino Giovanni Barbera, medico italiano (n. 1867)
- 1908 - Eduardo Giacomo Boner, poeta, scrittore e giornalista italiano (n. 1864)
- 1908 - Riccardo Casalaina, compositore italiano (n. 1881)
- 1908 - Gaspare D'Urso, medico italiano (n. 1861)
- 1908 - Antonino De Leo, patriota italiano (n. 1843)
- 1908 - Alfredo De Medio, giurista italiano (n. 1875)
- 1908 - Francesco Fisichella, presbitero e filosofo italiano (n. 1841)
- 1908 - Nicolò Fulci, avvocato e politico italiano (n. 1857)
- 1908 - Angelo Gamba, tenore italiano (n. 1872)
- 1908 - Gabriele Grasso, geografo italiano (n. 1867)
- 1908 - Charles Huleatt, archeologo, calciatore e allenatore di calcio inglese (n. 1863)
- 1908 - Giacomo Macrì, giurista e politico italiano (n. 1831)
- 1908 - Giovanni Noè, avvocato, anarchico e politico italiano (n. 1866)
- 1908 - Maria Paternò Arezzo, nobile e filantropa italiana (n. 1869)
- 1908 - Francesco Perroni Paladini, avvocato e politico italiano (n. 1830)
- 1908 - Nicola Petrina, sindacalista e politico italiano (n. 1861)
- 1908 - Filippo Re Capriata, fisico italiano (n. 1867)
- 1908 - Gaetano Russo, scultore italiano (n. 1847)
- 1908 - Demetrio Tripepi, politico italiano (n. 1859)
- 1908 - Raffaele Villari, patriota e scrittore italiano (n. 1831)
- 1908 - Gregorio Zappalà, scultore italiano (n. 1833)
- 1909 - Clodomiro Bonfigli, medico e politico italiano (n. 1838)
- 1911 - Walter Copland Perry, storico e avvocato britannico (n. 1814)
- 1913 - Francesco Sclavo, militare e scrittore italiano (n. 1837)
- 1914 - Carl Liebermann, chimico tedesco (n. 1842)
- 1914 - Adolfo Venturi, astronomo e matematico italiano (n. 1852)
- 1915 - Malachia De Cristoforis, patriota, medico e politico italiano (n. 1832)
- 1915 - Federico Guella, militare italiano (n. 1893)
- 1916 - Tarleton Hoffman Bean, zoologo statunitense (n. 1846)
- 1916 - Nicola Falconi, magistrato e politico italiano (n. 1834)
- 1916 - Eduardo Morales Durillo, militare spagnolo (n. 1892)
- 1916 - Eduard Strauss, compositore, direttore d'orchestra e arpista austriaco (n. 1835)
- 1918 - Olavo Bilac, giornalista, poeta e scrittore brasiliano (n. 1865)
- 1918 - Federico Schianchi, pittore italiano (n. 1858)
- 1919 - Johannes Rydberg, fisico e matematico svedese (n. 1854)
- 1919 - Laura Zanon Paladini, attrice teatrale italiana (n. 1845)
- 1920 - Leopold Landau, ginecologo tedesco (n. 1848)
- 1921 - John Hare, attore e direttore teatrale inglese (n. 1844)
- 1923 - Frank Hayes, attore statunitense (n. 1871)
- 1923 - Victor Sergent, calciatore francese (n. 1886)
- 1924 - Marcel·lià Coquillat, architetto spagnolo (n. 1865)
- 1924 - Giuseppe Monticone, calciatore italiano (n. 1900)
- 1924 - Eugène Mougin, arciere francese (n. 1852)
- 1924 - Rosolino Orlando, imprenditore, filantropo e politico italiano (n. 1860)
- 1925 - Louisa Aldrich-Blake, medico inglese (n. 1865)
- 1925 - Sergej Aleksandrovič Esenin, poeta russo (n. 1895)
- 1927 - Gerald Edmund Boyle, militare irlandese (n. 1840)
- 1928 - Domenico Alaleona, organista, compositore e critico musicale italiano (n. 1881)
- 1928 - Andrea Amici, medico italiano (n. 1870)
- 1928 - Konštantín Bauer, pittore e ingegnere slovacco (n. 1893)
- 1928 - Vito De Bellis, politico italiano (n. 1855)
- 1928 - Georgij Bogdanovič Jakulov, pittore e scenografo russo (n. 1884)
- 1930 - Otto Rudolf Holmberg, botanico svizzero (n. 1874)
- 1930 - Antonio Mancini, pittore italiano (n. 1852)
- 1931 - Curt von François, militare, politico e geografo tedesco (n. 1852)
- 1932 - Patrick Bakker, pittore olandese (n. 1910)
- 1932 - Will Davis, pistard francese (n. 1877)
- 1932 - Alfred Kappelmacher, filologo classico austriaco (n. 1876)
- 1932 - Marija Preobraženskaja, alpinista russa (n. 1863)
- 1932 - Maurice Taillandier, schermidore francese (n. 1881)
- 1932 - Malcolm Whitman, tennista statunitense (n. 1877)
- 1933 - Du Xigui, ammiraglio e politico cinese (n. 1875)
- 1933 - Anatolij Vasil'evič Lunačarskij, politico, scrittore e rivoluzionario russo (n. 1875)
- 1933 - Robert Vonnoh, pittore statunitense (n. 1858)
- 1934 - Jules Cronjager, direttore della fotografia tedesco (n. 1871)
- 1934 - Pablo Gargallo, scultore spagnolo (n. 1881)
- 1934 - Albert Samama-Chikli, regista e fotografo tunisino (n. 1872)
- 1934 - Lowell Sherman, attore e regista statunitense (n. 1885)
- 1935 - Luigi Vaschi, militare e aviatore italiano (n. 1899)
- 1936 - John Cornford, poeta britannico (n. 1915)
- 1936 - Fred Walton, attore e regista inglese (n. 1865)
- 1936 - Bindo de Vecchi, medico e militare italiano (n. 1877)
- 1937 - Antonio Fiammazzo, filologo e insegnante italiano (n. 1851)
- 1937 - Maurice Ravel, compositore, pianista e direttore d'orchestra francese (n. 1875)
- 1937 - Alessandro Tandura, militare italiano (n. 1893)
- 1938 - Aldo Gasparini, militare e aviatore italiano (n. 1915)
- 1938 - Florence Lawrence, attrice e inventrice canadese (n. 1886)
- 1939 - Hermann Frahm, ingegnere tedesco (n. 1867)
- 1940 - Aldo Zanotta, militare italiano (n. 1903)
- 1941 - Mitsuyo Maeda, judoka giapponese (n. 1878)
- 1941 - Luigi Rovelli, ufficiale e aviatore italiano (n. 1915)
- 1942 - Sabato De Vita, militare italiano (n. 1901)
- 1942 - Alfred Flatow, ginnasta tedesco (n. 1869)
- 1942 - Ahmet İhsan Tokgöz, giornalista turco (n. 1868)
- 1942 - Wacław Makowski, politico e giurista polacco (n. 1880)
- 1942 - Fortunato Tami, pittore e incisore italiano (n. 1875)
- 1942 - Alfonso Valerio, avvocato e politico italiano (n. 1852)
- 1943 - Giuseppe Boriani, generale e politico italiano (n. 1868)
- 1943 - Léopold Leau, matematico, linguista e glottoteta francese (n. 1868)
- 1944 - Rodolfo Canegrati, partigiano italiano (n. 1912)
- 1944 - Richard Hesse, zoologo tedesco (n. 1868)
- 1944 - Klavdija Ivanovna Nikolaeva, politica sovietica (n. 1893)
- 1944 - Gavino Tolis, militare italiano (n. 1919)
- 1945 - Prospero De Nobili, avvocato, politico e imprenditore italiano (n. 1858)
- 1945 - Theodore Dreiser, scrittore e drammaturgo statunitense (n. 1871)
- 1946 - Ada Adler, grecista, filologa classica e bibliotecaria danese (n. 1878)
- 1946 - Carrie Jacobs-Bond, cantautrice, pianista e cantante statunitense (n. 1862)
- 1946 - Eugen Korschelt, zoologo tedesco (n. 1858)
- 1947 - Vittorio Emanuele III di Savoia, re italiano (n. 1869)
- 1948 - Bianca Bruno, bibliotecaria e funzionaria italiana (n. 1880)
- 1948 - Mahmud al-Nuqrashi, politico egiziano (n. 1888)
- 1949 - Hervey Allen, scrittore statunitense (n. 1889)
- 1949 - Ivie Anderson, cantante statunitense (n. 1904)
- 1949 - Ottavio Barbieri, calciatore e allenatore di calcio italiano (n. 1899)
- 1949 - Jack Lovelock, mezzofondista e medico neozelandese (n. 1910)
- 1950 - William Garwood, attore e regista statunitense (n. 1884)
- 1950 - Charles Leslie Johnson, compositore statunitense (n. 1876)
- 1950 - Bronisław Rakowski, generale polacco (n. 1895)
- 1951 - Charles Comte, calciatore, allenatore di calcio e giornalista svizzero (n. 1892)
- 1951 - Pánfilo Natera, generale e politico messicano (n. 1882)
- 1951 - Vincenzo Spinoso, scrittore, giornalista e poeta italiano (n. 1915)
- 1952 - Carlo Agostini, patriarca cattolico italiano (n. 1888)
- 1952 - Alessandrina di Meclemburgo-Schwerin, danese (n. 1879)
- 1952 - Fletcher Henderson, pianista, direttore d'orchestra e compositore statunitense (n. 1897)
- 1953 - Michael Dwyer, politico canadese (n. 1879)
- 1954 - Martin Eugen Ekström, militare e politico svedese (n. 1887)
- 1954 - Josef Gerö, dirigente sportivo e politico austriaco (n. 1896)
- 1955 - Giuseppe Breccia Fratadocchi, ingegnere e architetto italiano (n. 1898)
- 1955 - Olive Edis, fotografa e imprenditrice inglese (n. 1876)
- 1956 - Lou Handley, pallanuotista e nuotatore italiano (n. 1874)
- 1956 - Oskar Olsen, pattinatore di velocità su ghiaccio norvegese (n. 1897)
- 1956 - Ivan Puni, pittore russo (n. 1894)
- 1958 - Gino Funaioli, filologo classico e latinista italiano (n. 1878)
- 1958 - Karel Nytl, calciatore cecoslovacco (n. 1892)
- 1959 - Fernand Bouisson, politico francese (n. 1874)
- 1959 - Walther Buhle, generale tedesco (n. 1894)
- 1959 - Luigi Loperfido, sindacalista, artista e predicatore italiano (n. 1877)
- 1959 - Ante Pavelić, politico croato (n. 1889)
- 1960 - Otto Hunte, scenografo e costumista tedesco (n. 1881)
- 1960 - Dynes Pedersen, ginnasta danese (n. 1893)
- 1961 - Mario Grampa, politico italiano (n. 1889)
- 1961 - Guido Manganelli, archivista italiano (n. 1888)
- 1961 - Giovanni Ponti, partigiano e politico italiano (n. 1896)
- 1961 - Edith Wilson, first lady statunitense (n. 1872)
- 1962 - Gab Sorère, scenografa e regista francese (n. 1877)
- 1962 - Kathleen Clifford, attrice statunitense (n. 1887)
- 1962 - John Howard Dellinger, ingegnere statunitense (n. 1886)
- 1962 - Kazimierz Świtalski, ufficiale e politico polacco (n. 1886)
- 1963 - Paul Hindemith, compositore, violista e direttore d'orchestra tedesco (n. 1895)
- 1963 - Joseph Magliocco, mafioso italiano (n. 1898)
- 1964 - Kees Bekker, calciatore olandese (n. 1883)
- 1964 - Géza Takács, allenatore di calcio e calciatore ungherese (n. 1899)
- 1965 - Paolo Bentivoglio, politico, antifascista e attivista italiano (n. 1894)
- 1965 - Joseph De Combe, nuotatore e pallanuotista belga (n. 1901)
- 1965 - Guido Fiorini, architetto e scenografo italiano (n. 1891)
- 1965 - Bert Macdonald, mezzofondista britannico (n. 1902)
- 1966 - Frank Chodorov, politologo e saggista statunitense (n. 1887)
- 1966 - Hjalmar Christoffersen, calciatore danese (n. 1889)
- 1966 - Carl Osburn, tiratore a segno e ufficiale statunitense (n. 1884)
- 1967 - Jenő Löwy, allenatore di calcio e calciatore ungherese (n. 1905)
- 1967 - Katharine McCormick, attivista e filantropa statunitense (n. 1875)
- 1967 - Mária Németh, soprano ungherese (n. 1897)
- 1967 - Andrés Tuduri, calciatore spagnolo (n. 1898)
- 1968 - Ettore Colla, artista, scultore e pittore italiano (n. 1896)
- 1968 - David Ogilvy, XII conte di Airlie, ufficiale scozzese (n. 1893)
- 1968 - Fernando Giudicelli, calciatore brasiliano (n. 1906)
- 1969 - Federico Kuntze, politico italiano (n. 1905)
- 1970 - Arthur Ashley, attore, regista e sceneggiatore statunitense (n. 1886)
- 1970 - Lee Barnes, astista statunitense (n. 1906)
- 1970 - Luis Gonzaga Llanza y Bobadilla, nobile e politico spagnolo (n. 1884)
- 1970 - Brutus Hamilton, multiplista statunitense (n. 1900)
- 1970 - Paul Kühnle, calciatore tedesco (n. 1885)
- 1970 - L. Mendel Rivers, politico statunitense (n. 1905)
- 1971 - Nuccia Belletti, attrice italiana (n. 1935)
- 1971 - Antonino De Leo, botanico italiano (n. 1906)
- 1971 - Burt Gillett, regista, animatore e sceneggiatore statunitense (n. 1891)
- 1971 - Albin Skroczyński, generale polacco (n. 1890)
- 1971 - Amedeo Sollazzo, sceneggiatore italiano (n. 1931)
- 1971 - Max Steiner, compositore austriaco (n. 1888)
- 1972 - Gabriele Criscuoli, politico e medico italiano (n. 1912)
- 1972 - William Roy Lyman, giocatore di football americano statunitense (n. 1898)
- 1972 - Renata Marini, attrice e doppiatrice italiana (n. 1904)
- 1972 - Evelina Paoli, attrice italiana (n. 1878)
- 1973 - Aleksandr Arturovič Rou, regista sovietico (n. 1906)
- 1974 - Giuseppe Dozza, politico italiano (n. 1901)
- 1974 - Guido Fantoni, lottatore italiano (n. 1919)
- 1974 - Ugo Moncada di Paternò, nobile, politico e imprenditore italiano (n. 1890)
- 1974 - Angelo Zorzi, ginnasta italiano (n. 1890)
- 1975 - Raffaele Bagnulo, esperantista e giurista italiano (n. 1879)
- 1975 - Antonio Ferri, ingegnere italiano (n. 1912)
- 1975 - Aleksej Illarionovič Kiričenko, politico e generale sovietico (n. 1908)
- 1976 - Manuel Alday, calciatore spagnolo (n. 1917)
- 1976 - Raden Ariffien, regista, sceneggiatore e giornalista indonesiano (n. 1902)
- 1976 - Rudolf Berthold, calciatore tedesco (n. 1903)
- 1976 - Katharine Byron, politica statunitense (n. 1903)
- 1976 - Freddie King, chitarrista statunitense (n. 1934)
- 1976 - Alfieri Sacchetti, calciatore italiano (n. 1919)
- 1977 - Luigi Brambilla, architetto italiano (n. 1909)
- 1977 - Charlotte Greenwood, attrice e ballerina statunitense (n. 1890)
- 1977 - Attilio Mozzi, pittore italiano (n. 1889)
- 1977 - Poliuto Penzo, militare italiano (n. 1907)
- 1977 - Ludwig Schanze, generale tedesco (n. 1896)
- 1977 - Karl Tekusch, calciatore austriaco (n. 1890)
- 1978 - Hans Fleischmann, calciatore tedesco (n. 1898)
- 1978 - Harry Winston, gioielliere statunitense (n. 1896)
- 1979 - Samuele Andreucci, politico italiano (n. 1916)
- 1979 - Jurij Tolubeev, attore sovietico (n. 1906)
- 1980 - Sam Levene, attore statunitense (n. 1905)
- 1980 - Charles Tannen, attore statunitense (n. 1915)
- 1981 - Carlo Chiavazza, presbitero, giornalista e scrittore italiano (n. 1914)
- 1981 - Angelo De Santis, storico e bibliotecario italiano (n. 1889)
- 1981 - Franco Giongo, velocista italiano (n. 1891)
- 1981 - Mollie King, attrice statunitense (n. 1895)
- 1981 - Tommaso Leonetti, arcivescovo cattolico italiano (n. 1902)
- 1981 - Orazio Strano, cantante italiano (n. 1904)
- 1981 - Seishi Yokomizo, scrittore giapponese (n. 1902)
- 1982 - Antonio Attanasio, nuotatore italiano (n. 1950)
- 1982 - Renato Sáinz, calciatore boliviano (n. 1899)
- 1983 - Carla Bartheel, attrice e fotografa tedesca (n. 1902)
- 1983 - Eugène Marius Chaboud, pilota automobilistico francese (n. 1907)
- 1983 - William Demarest, attore statunitense (n. 1892)
- 1983 - Dave Petillo, mafioso statunitense (n. 1908)
- 1983 - Filiberto Sbardella, pittore, scenografo e architetto italiano (n. 1909)
- 1983 - Dennis Wilson, musicista, cantante e attore statunitense (n. 1944)
- 1984 - Konstantin Eršov, attore e regista sovietico (n. 1935)
- 1984 - Sam Peckinpah, regista e sceneggiatore statunitense (n. 1925)
- 1984 - Emilio de Rossignoli, giornalista e scrittore italiano (n. 1920)
- 1985 - Nicolò Barbini, incisore italiano (n. 1903)
- 1985 - Roberto Bertea, attore e doppiatore italiano (n. 1922)
- 1985 - Renato Castellani, regista e sceneggiatore italiano (n. 1913)
- 1985 - Josef Lense, fisico austriaco (n. 1890)
- 1985 - Henry Winneke, giudice e politico australiano (n. 1908)
- 1986 - Domenico Chiaramello, politico italiano (n. 1897)
- 1986 - John D. MacDonald, scrittore statunitense (n. 1916)
- 1987 - Yannick Andréi, regista francese (n. 1927)
- 1987 - Edward Kleban, compositore e paroliere statunitense (n. 1939)
- 1988 - Björn Kurtén, paleontologo e scrittore finlandese (n. 1924)
- 1988 - Sonia Micela, pittrice italiana (n. 1924)
- 1988 - Vittoria Titomanlio, politica italiana (n. 1899)
- 1989 - Süreyya Ağaoğlu, scrittrice e giurista azera (n. 1903)
- 1989 - Solomon Birnbaum, linguista austriaco (n. 1891)
- 1989 - Karl Humenberger, calciatore e allenatore di calcio austriaco (n. 1906)
- 1989 - Pavel Alekseevič Kuročkin, generale sovietico (n. 1900)
- 1989 - Hermann Oberth, fisico tedesco (n. 1894)
- 1989 - Arnaldo Pocher, imprenditore italiano (n. 1911)
- 1990 - Dario Graffi, fisico e matematico italiano (n. 1905)
- 1990 - Kiel Martin, attore statunitense (n. 1944)
- 1990 - Gaia Romanini, costumista italiana (n. 1923)
- 1990 - Warren Skaaren, produttore cinematografico e sceneggiatore statunitense (n. 1946)
- 1990 - Ed van der Elsken, fotografo e regista olandese (n. 1925)
- 1991 - Jacques Aubuchon, attore statunitense (n. 1924)
- 1991 - George Espeut, sollevatore giamaicano (n. 1917)
- 1991 - Cassandra Harris, attrice australiana (n. 1948)
- 1991 - Roberto Ridolfi, storico italiano (n. 1899)
- 1992 - Alfredo Barisone, calciatore italiano (n. 1904)
- 1992 - Aimé Michel, scrittore e filosofo francese (n. 1919)
- 1992 - Vicente Rondón, pugile venezuelano (n. 1938)
- 1992 - Doug Wright, calciatore inglese (n. 1917)
- 1993 - Alfonso Balcázar, regista, sceneggiatore e produttore cinematografico spagnolo (n. 1926)
- 1993 - Howard Caine, attore statunitense (n. 1926)
- 1993 - William L. Shirer, giornalista e storico statunitense (n. 1904)
- 1994 - Italo Squitieri, pittore italiano (n. 1907)
- 1995 - Giuseppe Gerbino, politico italiano (n. 1925)
- 1995 - Benjamin Franklin Meyer, presbitero, teologo e storico delle religioni statunitense (n. 1927)
- 1995 - Mario Panseri, cantautore italiano (n. 1945)
- 1995 - Massimo Rosi, nuotatore italiano (n. 1944)
- 1995 - Amedeo Trivisonno, pittore italiano (n. 1904)
- 1996 - Edward Carfagno, scenografo statunitense (n. 1907)
- 1997 - Heikki A. Alikoski, astronomo finlandese (n. 1912)
- 1997 - Corneliu Baba, pittore e illustratore rumeno (n. 1906)
- 1997 - Henry Barraud, compositore e critico musicale francese (n. 1900)
- 1997 - Roberto Hausbrandt, imprenditore, dirigente d'azienda e filantropo italiano (n. 1907)
- 1997 - William Martínez, calciatore uruguaiano (n. 1928)
- 1997 - Dominic Pressley, cestista statunitense (n. 1964)
- 1997 - Vasilij Solomin, pugile sovietico (n. 1953)
- 1998 - Herbert Fechner, politico tedesco (n. 1913)
- 1998 - William Frankfather, attore statunitense (n. 1944)
- 1998 - Art Riley, artista statunitense (n. 1911)
- 1999 - Franco Castellano, regista e sceneggiatore italiano (n. 1925)
- 1999 - Fred Draper, attore statunitense (n. 1923)
- 1999 - Louisette Malherbaud, schermitrice francese (n. 1917)

## XXI secolo(142)
- 2001 - Giancarlo Brighenti, enigmista italiano (n. 1924)
- 2001 - Mario Lattes, pittore, scrittore e editore italiano (n. 1923)
- 2002 - Maria Carbone, soprano italiano (n. 1908)
- 2002 - Koreyoshi Kurahara, regista e sceneggiatore giapponese (n. 1927)
- 2002 - Tigran Naġġalyan, giornalista armeno (n. 1966)
- 2002 - Antonino Rizzo, politico italiano (n. 1929)
- 2002 - Fadia d'Egitto, principessa egiziana (n. 1943)
- 2003 - Guy Héraud, insegnante e giurista francese (n. 1920)
- 2003 - Helen Kleeb, attrice statunitense (n. 1907)
- 2003 - Emil Velenský, cestista cecoslovacco (n. 1920)
- 2004 - Charles Bent, compositore di scacchi inglese (n. 1919)
- 2004 - Jacques Dupuis, gesuita belga (n. 1923)
- 2004 - Ettore Fico, pittore italiano (n. 1917)
- 2004 - Jerry Orbach, attore e cantante statunitense (n. 1935)
- 2004 - Johnny Pawk, cestista statunitense (n. 1910)
- 2004 - Susan Sontag, scrittrice, filosofa e storica statunitense (n. 1933)
- 2005 - Paul Cloyd, cestista e allenatore di pallacanestro statunitense (n. 1920)
- 2005 - Patrick Cranshaw, attore statunitense (n. 1919)
- 2005 - Virginia Dighero, supercentenaria italiana (n. 1891)
- 2005 - Exequiel Figueroa, cestista e allenatore di pallacanestro cileno (n. 1924)
- 2005 - Marco Guglielmi, attore italiano (n. 1928)
- 2005 - Rocco Mazzarone, medico e scrittore italiano (n. 1912)
- 2005 - Stevo Žigon, attore e regista jugoslavo (n. 1926)
- 2006 - Nicola Granieri, schermidore italiano (n. 1942)
- 2006 - Michael Levey, storico dell'arte e docente inglese (n. 1927)
- 2006 - Carlo Mazzantini, scrittore italiano (n. 1925)
- 2006 - Aroldo Tieri, attore italiano (n. 1917)
- 2007 - Mario Borgna, pittore, scultore e ceramista italiano (n. 1936)
- 2007 - Serigne Saliou Mbacké, religioso senegalese (n. 1915)
- 2007 - Stefano Pintucci, oculista italiano (n. 1959)
- 2007 - Giovanni Rama, oculista italiano (n. 1924)
- 2007 - Jean-Loup Rouyer, tennista francese (n. 1945)
- 2007 - Sun Daolin, attore e regista cinese (n. 1921)
- 2007 - Tab Thacker, lottatore e attore statunitense (n. 1962)
- 2007 - Yun Hyong-keun, pittore sudcoreano (n. 1928)
- 2008 - Vincent Ford, compositore giamaicano (n. 1940)
- 2008 - Gianfranco Orsini, politico italiano (n. 1924)
- 2008 - Pietro Prini, filosofo e storico della filosofia italiano (n. 1915)
- 2008 - Claudio Vitalone, politico e magistrato italiano (n. 1936)
- 2009 - Hristo Plačkov, sollevatore bulgaro (n. 1953)
- 2009 - Nick Rizzuto, mafioso canadese (n. 1967)
- 2009 - Manfred Schroeder, fisico tedesco (n. 1926)
- 2009 - The Rev, batterista statunitense (n. 1981)
- 2009 - Jerzy Wandzioch, schermidore polacco (n. 1936)
- 2010 - Bennie Briscoe, pugile statunitense (n. 1943)
- 2010 - Germano Gambini, cestista e dirigente sportivo italiano (n. 1931)
- 2010 - Zeferino Nandayapa, musicista, compositore e arrangiatore messicano (n. 1931)
- 2010 - Terry Peder Rasmussen, serial killer e militare statunitense (n. 1943)
- 2010 - Hideko Takamine, attrice giapponese (n. 1924)
- 2010 - Billy Taylor, pianista e compositore statunitense (n. 1921)
- 2010 - Agathe von Trapp, cantante e scrittrice austriaca (n. 1913)
- 2011 - Charlotte Kerr, attrice, regista e sceneggiatrice tedesca (n. 1927)
- 2012 - Nicholas Ambraseys, sismologo greco (n. 1929)
- 2012 - Václav Drobný, calciatore ceco (n. 1980)
- 2012 - Jon Finch, attore britannico (n. 1942)
- 2012 - Gemma Hartmann, pittrice danese (n. 1940)
- 2012 - Leif Krantz, regista televisivo, sceneggiatore e produttore televisivo svedese (n. 1932)
- 2012 - Dan Kraus, cestista statunitense (n. 1923)
- 2012 - Raimondo Luraghi, storico e partigiano italiano (n. 1921)
- 2012 - Fred Rehm, cestista statunitense (n. 1921)
- 2012 - Emmanuel Scheffer, allenatore di calcio e calciatore israeliano (n. 1924)
- 2013 - Halton Arp, astronomo statunitense (n. 1927)
- 2013 - Esther Borja, soprano cubana (n. 1913)
- 2013 - Il'ja Cymbalar', allenatore di calcio e calciatore sovietico (n. 1969)
- 2013 - Palmiro Serafini, fondista e scialpinista italiano (n. 1945)
- 2013 - Alessandra Siragusa, politica italiana (n. 1963)
- 2013 - Annie Vallotton, artista e disegnatrice svizzera (n. 1915)
- 2014 - Leelah Alcorn, statunitense (n. 1997)
- 2014 - Javier Fragoso, calciatore messicano (n. 1942)
- 2015 - John Bradbury, batterista e produttore discografico britannico (n. 1953)
- 2015 - Dave Campbell, cestista canadese (n. 1925)
- 2015 - Lemmy Kilmister, cantautore e musicista britannico (n. 1945)
- 2015 - Ian Murdock, informatico statunitense (n. 1973)
- 2015 - Piero Ravagli, fotografo italiano (n. 1937)
- 2015 - Guru Josh, disc jockey britannico (n. 1964)
- 2016 - Gregorio Álvarez, politico e generale uruguaiano (n. 1925)
- 2016 - Pierre Barouh, attore, compositore e giornalista francese (n. 1934)
- 2016 - Matt Carragher, calciatore inglese (n. 1976)
- 2016 - Michel Déon, scrittore francese (n. 1919)
- 2016 - Lev Gor'kov, fisico sovietico (n. 1929)
- 2016 - Annelise Hovmand, regista, sceneggiatrice e montatrice danese (n. 1924)
- 2016 - Stefano Ranuzzi, cestista e allenatore di pallacanestro italiano (n. 1954)
- 2016 - Debbie Reynolds, attrice, cantante e ballerina statunitense (n. 1932)
- 2016 - Edgar Robles, calciatore paraguaiano (n. 1977)
- 2017 - Mate Čuljak, allenatore di calcio a 5 e giocatore di calcio a 5 croato (n. 1975)
- 2017 - Giulio Einaudi, arcivescovo cattolico italiano (n. 1928)
- 2017 - Rose Marie, attrice e doppiatrice statunitense (n. 1923)
- 2017 - Francis Wyndham, scrittore e giornalista britannico (n. 1924)
- 2017 - Alessandro Torlonia, principe e banchiere italiano (n. 1925)
- 2017 - Ulrich Wegener, poliziotto tedesco (n. 1929)
- 2018 - Abdelmalek Benhabyles, politico algerino (n. 1921)
- 2018 - Jaja Fiastri, commediografa, sceneggiatrice e paroliera italiana (n. 1934)
- 2018 - Toshiko Fujita, doppiatrice, attrice e cantante giapponese (n. 1950)
- 2018 - Santiago García Aracil, arcivescovo cattolico spagnolo (n. 1940)
- 2018 - Peter Hill-Wood, dirigente sportivo inglese (n. 1936)
- 2018 - Attila Miklósházy, vescovo cattolico ungherese (n. 1931)
- 2018 - Robert Edward Mulvee, vescovo cattolico statunitense (n. 1930)
- 2018 - Amos Oz, scrittore e saggista israeliano (n. 1939)
- 2018 - Edwin Pavón, allenatore di calcio honduregno (n. 1962)
- 2018 - Franco Pisano, generale e aviatore italiano (n. 1930)
- 2018 - Giuseppe Rebecchini, architetto italiano (n. 1941)
- 2018 - Shehu Shagari, politico nigeriano (n. 1925)
- 2018 - June Whitfield, attrice britannica (n. 1925)
- 2018 - Evgenij Zimin, hockeista su ghiaccio sovietico (n. 1947)
- 2019 - Mirco Crepaldi, ciclista su strada italiano (n. 1972)
- 2019 - Vilhjálmur Einarsson, triplista islandese (n. 1934)
- 2019 - Milcíades Martinessi, cestista paraguaiano (n. 1947)
- 2019 - Giancarlo Navarrini, rugbista a 15, pittore e fumettista italiano (n. 1935)
- 2020 - Moshe Brawer, geografo israeliano (n. 1919)
- 2020 - Fou Ts'ong, pianista cinese (n. 1934)
- 2020 - George Hudson, calciatore inglese (n. 1937)
- 2020 - Giovanni La Penna, supercentenario italiano (n. 1909)
- 2020 - Valentin Lazarov, arbitro di pallacanestro bulgaro (n. 1931)
- 2020 - Armando Manzanero, cantautore, compositore e musicista messicano (n. 1935)
- 2021 - Michael Clifford, astronauta statunitense (n. 1952)
- 2021 - Domenico De Bonis, magistrato e personaggio televisivo italiano (n. 1932)
- 2021 - John Madden, allenatore di football americano e telecronista sportivo statunitense (n. 1936)
- 2021 - Hugo Maradona, calciatore e allenatore di calcio argentino (n. 1969)
- 2021 - Tom Milani, hockeista su ghiaccio canadese (n. 1952)
- 2021 - Harry Reid, politico statunitense (n. 1939)
- 2021 - Nikolay Shirshov, calciatore uzbeko (n. 1974)
- 2021 - Sabine Weiss, fotografa svizzera (n. 1924)
- 2022 - Tamara Baroni, attrice e modella italiana (n. 1947)
- 2022 - Bernard Barsi, arcivescovo cattolico francese (n. 1942)
- 2022 - Cesare Cavalleri, giornalista, editore e critico letterario italiano (n. 1936)
- 2022 - Carlo Fuscagni, giornalista italiano (n. 1933)
- 2022 - Hirofumi Numata, cestista giapponese (n. 1952)
- 2022 - Valda Osborn, pattinatrice artistica su ghiaccio britannica (n. 1934)
- 2022 - Tony Vaccaro, fotografo statunitense (n. 1922)
- 2022 - Linda de Suza, cantante e scrittrice portoghese (n. 1948)
- 2023 - François Bracci, allenatore di calcio e calciatore francese (n. 1951)
- 2023 - Alda Grimaldi, attrice e regista televisiva italiana (n. 1919)
- 2023 - Günter Hirschmann, calciatore tedesco orientale (n. 1935)
- 2023 - Dick Marty, politico e avvocato svizzero (n. 1945)
- 2023 - Pedro Suárez-Vértiz, chitarrista, cantante e compositore peruviano (n. 1969)
- 2024 - Luigi Brotto, calciatore italiano (n. 1934)
- 2024 - Amleto De Silva, scrittore, vignettista e blogger italiano (n. 1961)
- 2024 - Cesare Ercole, politico italiano (n. 1952)
- 2024 - Martin Karplus, chimico austriaco (n. 1930)
- 2024 - Barre Phillips, contrabbassista statunitense (n. 1934)
- 2024 - Enrico Rabbachin, tiratore a segno italiano (n. 1943)
- 2024 - Giampiero Rosanna, giocatore di biliardo italiano (n. 1944)